# Pastoralisme

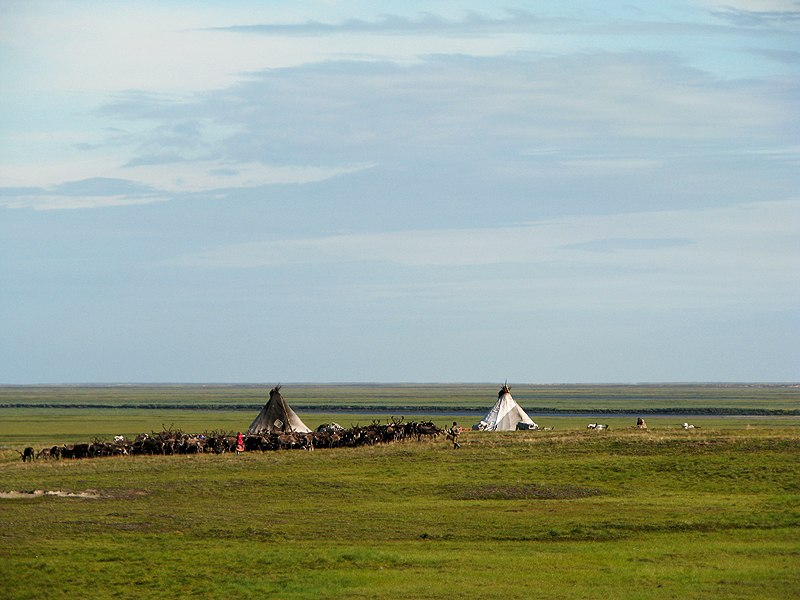
Nenets-rendierhouders in Noord-Siberië

Pastoralisme (van Latijn: pastor, "herder") is een vorm van landgebruik voor veeteelt met een extensieve beweiding op natuurlijk gegroeide struik- en graslanden, waarop ander gebruik wegens klimatologische omstandigheden, karige vegetatie of afgelegenheid niet aantrekkelijk of zinvol is. Bij pastoralisme onderscheidt men een mobiele en een sedentaire vorm. Als de levensbasis van een lokale gemeenschap op zowel pastoralisme als akkerbouw gebaseerd is, spreekt men van agropastoralisme.
Ongeveer 25% van het wereldwijde landoppervlak wordt pastoraal benut. De kuddes bestaan uit kameelachtigen, runderachtigen of kleine herkauwers zoals schapen en geiten.
Pastoralisme is op veel plaatsen van groot belang. In Burkina Faso, bijvoorbeeld, wordt meer dan 70 procent van het vee pastoraal gehouden, in Niger en Tsjaad meer dan 80 procent, en in Soedan, Tanzania en Somalië meer dan 90 procent. In India produceren herders meer dan de helft van de melk en meer dan 70 procent van het vlees. Volgens de Voedsel- en Landbouworganisatie van de Verenigde Naties worden wereldwijd ongeveer één miljard dieren in verschillende vormen van pastoralisme gehouden. In gebieden van Afrika en Azië, die erg droog zijn of door droge periodes gevormd worden, evenals in andere karige biotopen zoals de Andes en het Noordpoolgebied, is het pastoralisme van groot belang voor voeding en inkomen van veel mensen.

## Mobiel pastoralisme
Mobiel pastoralisme omvat de traditionele vormen van beweiding op afstand, op meestal niet-omheinde weiden, waarbij meermaals per jaar de weidegronden gewisseld worden. De weidegronden bevinden zich meestal niet bij de permanente verblijfplaats van de veehouder.
Mobiel pastoralisme is gebruikelijk in gebieden met sterke klimaatschommelingen (met name semi-droog klimaat). Ze komt het meest voor in Noord-Afrika en Centraal-Azië. De weiden zijn meestal gemeenschappelijk bezit.

### Pastoraal nomadisme
In warme en koude woestijnen en halfwoestijnen, in gematigde droge steppen en tropische droge struwelen met een jaarlijkse neerslag van minder dan 100 tot 250, maximaal 600 mm, wordt jaarrond mobiele veeteelt met kamelen en geiten bedreven. Ongeveer tot het midden van de 20e eeuw leefden nog hele volkeren van een nomadisch pastoralisme op basis van verregaande zelfvoorziening. Aan het begin van de 21e eeuw zijn er nog maar weinig volledige nomaden.
Een bijzondere vorm van nomadisch pastoralisme, waarbij men de natuurlijke trek van de dieren volgt, is het rendier-pastoralisme van Noord-Eurazië. Aangezien de dieren in de meeste regio's van Eurazië in de midzomer in de toendra en in de winter in het bos relatief stationair zijn, leven de moderne rendierherders gedurende deze tijd in vaste woonplaatsen. Men zou daarom kunnen spreken van half-nomadisch pastoralisme.

### Transhumance
Subtropische berggebieden met droge steppen, en de droogste gebieden van de mediterrane sclerofylle vegetatie met een neerslag tussen 300 tot 550 en een maximum van 900 mm, zijn het hoofdspreidingsgebied van de klassieke transhumance: de seizoensgebonden weidetrek met geiten en schapen. Deze werd oorspronkelijk bedreven door herders die in dienst stonden van de veebezitters, terwijl de eigenaren van de kuddes sedentaire landbouw bedreven. In de winter hoedden de herders de dieren op weilanden in de buurt van de woongebieden, om ze in de lente naar de hooggelegen weiden te drijven. Deze oorspronkelijke transhumance wordt in de mediterrane landen en het Midden-Oosten nog maar zelden bedreven, omdat de klimatologische omstandigheden in de dalen al winstgevend landbouwgebruik toelaten. In marginale gebieden wordt het soms echter financieel bevorderd als een duurzame en milieuvriendelijke economische vorm van landgebruik en om redenen van natuurbehoud. Transhumance is in principe al een meer marktgericht economisch systeem.
Een echte vorm van mobiel pastoralisme is ook de IJslandse hoogweide-economie met schapen en paarden, waarbij een winterweide of stallen in de laaglanden worden afgewisseld met een natuurlijke zomerweide in de hooglanden. De dieren worden gedurende deze tijd vrijgelaten. In de herfst worden ze te paard bijeen- en teruggedreven.

## Stationair pastoralisme
In natuurlijke open landschappen met meer dan 450 mm (beter nog meer dan 600 mm) jaarlijkse neerslag (korte grassteppen, sclerofylle struiklanden of droge savannen), die om verschillende redenen niet voor landbouw worden gebruikt, kunnen enerzijds al aanzienlijk meer dieren worden gehouden en anderzijds zijn slechts korte rustperioden nodig totdat de weiden zijn hersteld. Daarom kan zich in deze gebieden een stationair pastoralisme ontwikkelen waarbij de eigenaren (voor een paar jaar) sedentair zijn en het vee het grootste deel van de tijd relatief dicht bij de woonplaats kan worden gehouden. Dergelijke voornamelijk uit Afrika bekende traditionele en overwegend zelfverzorgende economieën zijn bijna altijd geassocieerd met akkerbouw en worden daarom tot het agropastoralisme gerekend. In de regel wordt niet meer dan 10% van de producten op lokale markten aangeboden.
Een uitsluitend marktgericht stationair pastoralisme heeft zich ontwikkeld in de droge gebieden van voormalige kolonies, zoals in het westen van de Verenigde Staten, Australië of Nieuw-Zeeland. In het midden van de weidegrond bevinden zich de zogenaamde "ranches", daarom spreekt men in deze vorm van ranching. In Australië worden de termen sheep stations of cattle stations gebruikt. Dit type pastoralisme is geïntegreerd in marktstructuren, dwz. het weideland is particulier eigendom. Dit kan ook de bereidheid te investeren voor irrigatie of grondverbetering verhogen. Er zijn ook gemeenschappelijke maatregelen van pastoralisten zoals de Dingo Fence in zuidelijk Australië. De cruciale verschillen met mobiele vormen van pastoralisme zijn het weidebeheer, grootschalige omheiningen en bijvoedering in de winter of in droge tijden. Dergelijke maatregelen zijn noodzakelijk voor modern stationair pastoralisme in drogere gebieden met een jaarlijkse neerslag onder 400 mm.